# Cheiracanthium spectabile
Cheiracanthium spectabile là một loài nhện trong họ Miturgidae.
Loài này thuộc chi Cheiracanthium. Cheiracanthium spectabile được Tord Tamerlan Teodor Thorell miêu tả năm 1887.